# (10226) Seishika
(10226) Seishika est un astéroïde de la ceinture principale.

## Description
(10226) Seishika est un astéroïde de la ceinture principale. Il fut découvert le 8 novembre 1997 à Ōizumi par Takao Kobayashi. Il présente une orbite caractérisée par un demi-grand axe de 2,49 UA, une excentricité de 0,13 et une inclinaison de 6,1° par rapport à l'écliptique.

## Compléments